# روزفلت بلاكمون
روزفلت بلاكمون (بالإنجليزية: Roosevelt Blackmon)‏ هو لاعب كرة قدم أمريكية أمريكي، ولد في 10 سبتمبر 1974.

## وصلات خارجية
- روزفلت بلاكمون على موقع مرجع كرة القدم المحترفة.كوم (الإنجليزية)